# Салически закон
Салически закон или Салическа правда (на латински: Lex salica) е правов кодекс, запис на обичайното право на салическите франки. Съставен е вероятно между 508 и 510 г., по времето на франкския крал Хлодвиг. Нееднократно е допълван и преработван. Запазен е в много преписи, между които има разлика.
Написан е на народен латински език. Паричните единици, които са използвани в него, също са римските. Въпреки това в него е слабо влиянието на римското право и като цяло отразява древногерманските порядки и нрави.